# Eretmapodites
Eretmapodites is een muggengeslacht uit de familie van de steekmuggen (Culicidae).

## Soorten
- E. adami Ferrara & Eouzan, 1974
- E. angolensis da Cunha Ramos & Ribeiro, 1992
- E. argyrurus Edwards, 1936
- E. brenguesi Rickenbach & Lombrici, 1975
- E. brottesi Rickenbach, 1967
- E. caillardi Rickenbach, Ferrara & Eouzan, 1968
- E. corbeti Hamon, 1962
- E. chrysogaster Graham, 1909
- E. dracaenae Edwards, 1916
- E. dundo da Cunha Ramos & Ribeiro, 1992
- E. eouzani Rickenbach & Lombrici, 1974
- E. ferrarai Rickenbach & Eouzan, 1970
- E. forcipulatus Edwards, 1936
- E. germaini Rickenbach & Eouzan, 1970
- E. gilletti van Someren, 1949
- E. grahami Edwards, 1911
- E. grenieri Hamon & van Someren, 1961
- E. haddowi van Someren, 1949
- E. hamoni Grjebine, 1972
- E. harperi van Someren, 1949
- E. hightoni van Someren, 1947
- E. inornatus Newstead, 1907
- E. intermedius Edwards, 1936
- E. jani Rickenbach & Lombrici, 1976
- E. lacani Rickenbach & Eouzan, 1970
- E. leucopous Graham, 1909
- E. mahaffyi van Someren, 1949
- E. marcelleae Adam & Hamon, 1959
- E. mattinglyi Hamon & van Someren, 1961

- E. melanopous Graham, 1909
- E. mortiauxi Cunha Ramos & Ribeiro, 1990
- E. oedipodeios Graham, 1909
- E. parvipluma Edwards, 1941
- E. pauliani Grjebine, 1950
- E. penicillatus Edwards, 1941
- E. plioleucus Edwards, 1941
- E. productus Edwards, 1941
- E. quinquevittatus Theobald, 1901
- E. ravissei Rickenbach & Eouzan, 1970
- E. rickenbachi Ferrara & Eouzan, 1974
- E. salauni Rickenbach, Ferrara & Eouzan, 1968
- E. semisimplicipes Edwards, 1914
- E. silvestris Ingram & de Meillon, 1927
- E. subsimplicipes Edwards, 1914
- E. tendeiroi da Cunha Ramos, Ribeiro & Machado, 1992
- E. tonsus Edwards, 1941
- E. vansomereni Hamon, 1962
- E. wansoni Edwards, 1941